# Symetria (zespół muzyczny)
Symetria – polska grupa rockowa, powstała w Jastrzębiu Zdroju w 2005 roku.
Zespół wydał dwie płyty: Primodium (Rockers Publishing / 2009) i Niewolnicy Wolności (SR Records / Rockers Publishing / 2011). 
Muzykę zespołu określa się jako połączenie Art Rocka, Rocka i Rock and rolla. 
Do 2012 roku zespół zagrał prawie dwieście koncertów na terenie kraju. Wylansował kilka undergroundowych przebojów m.in. Taniec z diabłem, Narkoman, zagrał kilka wyprzedanych tras koncertowych m.in. Party n'Roll Tour czy Niewolnicy Wolności na terenie Polski.
Rozgłos zespołowi dało dwukrotnie wygranie głosowania publiczności 3 edycji polsatowskiego programu „Must Be The Music”. Druga płyta zespołu pt. „Niewolnicy Wolności” wydana przez wytwórnię SR Records (założoną przez Grzegorza Żygoń) odniosła na polskim rynku muzycznym duży sukces fonograficzny.
11 lipca 2012 roku zespół wystąpił jako support legendarnej grupy Guns N’ Roses w Rybniku. Pod koniec koncertu członkowie grupy ogłosili zgromadzonej, wielotysięcznej publiczności że zespół Symetria przestaje istnieć. Oficjalną przyczyną rozpadu były konflikty wewnątrz zespołu.

## Udział w festiwalach
Idąc drogą przeglądów, Symetria wzięła udział w następujących festiwalach: 
2006:
- Festiwal Piosenki Niezaangażowanej (Jastrzębie Zdrój / II miejsce)
- Festiwal Żubrowisko (Pszczyna / III miejsce)

2008:
- Festiwal młodzieży No Name (Ustroń)
- Festiwal Gitariada (Wodzisław Śląski / Grand Prix + Nagroda Publiczności)

2009:
- Festiwal młodzieży No Name (Ustroń)
- Festiwal Rock Trendy (Pszów/Poza konkursem)
- Zalew Rocka (Rybnik)

2011:
- Jesienny festiwal MP Opatów 2011 (Opatów / Zespół przeniesiony z konkursu do rangi gwiazdy festiwalu).

## Teledyski
Symetria zrealizowała również teledyski do singli: 
- Droga (Primodium) 2009, Anioł (Primodium / TVP) 2010
- Taniec z diabłem (Niewolnicy Wolności) 2011
- Życie chwilą jest (Niewolnicy Wolności) 2012

W październiku 2011 powstał reportaż dokumentalny o zespole.
Zespół scoverował utwór „Zegarmistrz Światła” Tadeusza Woźniaka.

## Muzycy
Obecny skład zespołu
- Grzegorz Żygoń – wokal, gitara akustyczna (od 2005)
- Dominik Stypa – gitara elektryczna (od 2005)
- Wojtek Mrówka – gitara elektryczna (od 2010)
- Konrad Konopka – gitara basowa (od 2010)
- Damian Bonczek – perkusja (od 2010)

## Dyskografia
- Primodium (2009)
- Niewolnicy Wolności (2011)